# Svetlana (Sängerin)
Svetlana (eigentl.: Claire de Loutchek) ist eine Sängerin, die beim Eurovision Song Contest 1982 in Harrogate für Luxemburg antrat.

## Leben und Wirken
Mit dem Chanson Cours après le temps erreichte sie den sechsten Platz.
Insgesamt veröffentlichte Svetlana vier Singles.

## Diskografie
Singles
- 1981: Quand ta lettre est arrivée
- 1982: Cours après le temps
- 1983: Portrait d’un enfant
- 1983: Je suis blonde...et alors ?